# Mount Metcalfe
Mount Metcalfe är ett berg i Antarktis. Det ligger i Västantarktis. Argentina, Chile och Storbritannien gör anspråk på området. Toppen på Mount Metcalfe är 1 030 meter över havet, eller 19 meter över den omgivande terrängen. Bredden vid basen är 0,44 km.
Terrängen runt Mount Metcalfe är kuperad åt sydost, men åt nordväst är den bergig. Trakten är glest befolkad. Närmaste befolkade plats är San Martín Station, 19,6 kilometer söder om Mount Metcalfe.